# Cojumatlán de Régules
Cojumatlán de Régules là một đô thị thuộc bang Michoacán, México. Năm 2005, dân số của đô thị này là 9451 người.